# Maison À l'Ange d'or
Ne doit pas être confondue avec la Maison de l'Ange à Bruxelles ni la Maison à l'Ange à Strasbourg
La maison À l'Ange d'or est un  immeuble classé situé en Belgique à Liège, au no 45 de la rue Hors-Château.

## Historique et origine du nom
Comme indiqué sur la façade, l'immeuble a été édifié en 1759. L'Ange d'or était très vraisemblablement le nom de la brasserie, taverne ou estaminet qui occupait le bâtiment nouvellement construit.

## Situation
Cet ancien immeuble se situe au no 45 de la rue Hors-Château, artère au riche patrimoine architectural du centre de la ville de Liège. C'est dans cet immeuble que se trouve l'arvô (passage couvert et voûté) permettant d'accéder à l'impasse de l'Ange qui doit son nom à l'immeuble.

## Description
La façade construite exclusivement en pierre calcaire compte cinq travées et trois niveaux (deux étages) avec baies vitrées à hauteur dégressive par niveaux. Elle est symétrique, à l'exception de l'arvô. Les baies sont jointives et les linteaux légèrement bombés possèdent une clé de voûte pour les deux niveaux inférieurs. L'arvô mesure environ 2 m de large sous un linteau en pierre calcaire légèrement courbé. Chaque niveau est délimité par un bandeau de pierre saillant. La façade arrière a été bâtie en brique et colombages.
L'ange est sculpté dans la pierre, yeux clos, ailes déployées, main droite et index relevés, main gauche écartée. Un anneau de fer est scellé près de son pied droit. Sous l'ange, on peut lire l'inscription suivante : 17 A L ANGE DOR LAN 59. La maison possède l'une des enseignes en pierre sculptée les plus représentatives de la ville de Liège qui en compte plus d'une centaine.

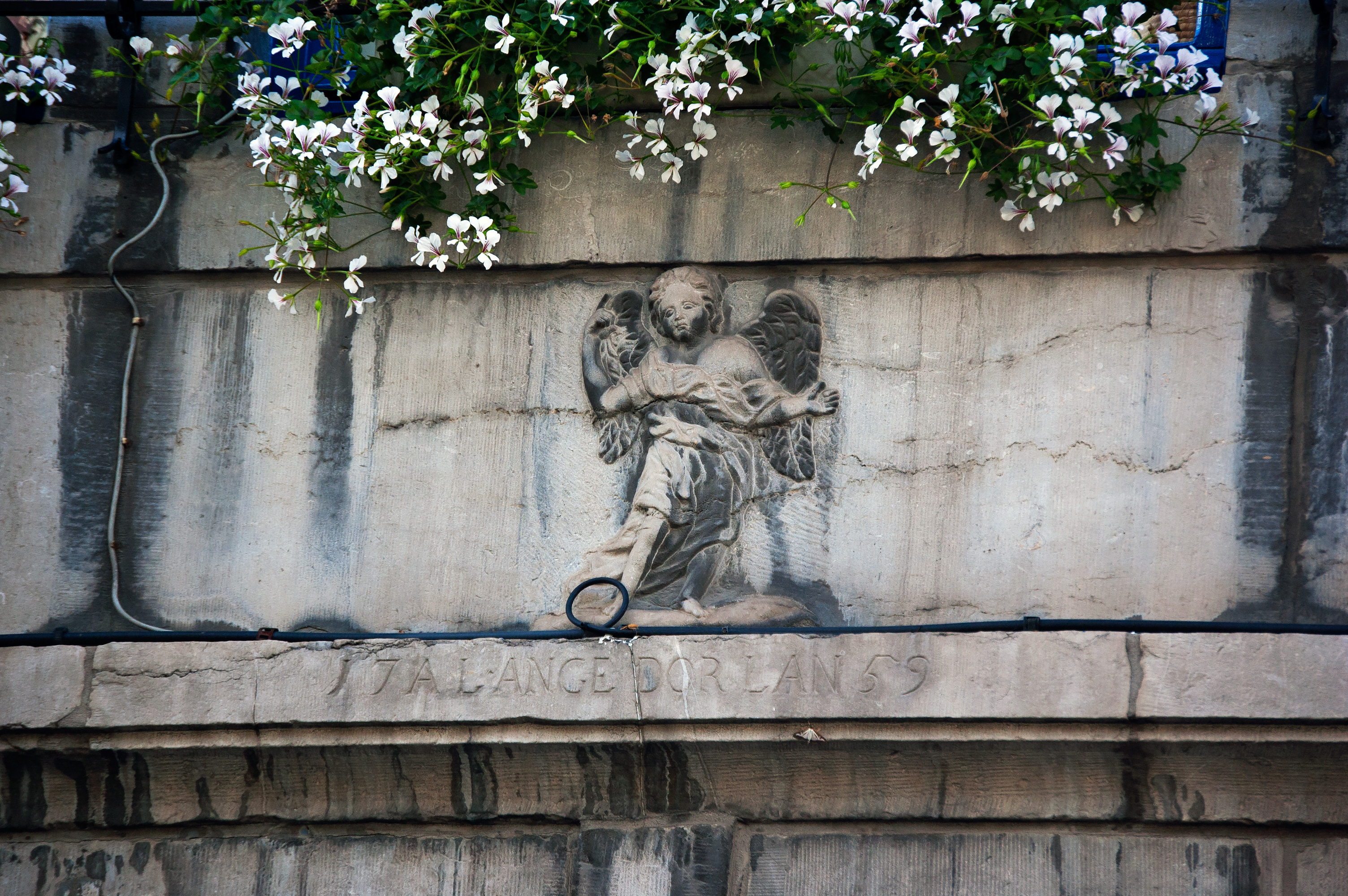
L'enseigne de l'ange.

## Classement
La façade de la maison est classée au Patrimoine immobilier de la Région wallonne en 1950.